# Schistometopum thomense
Schistometopum thomense är en groddjursart som först beskrevs av Bocage 1873.  Schistometopum thomense ingår i släktet Schistometopum och familjen Caeciliidae. IUCN kategoriserar arten globalt som livskraftig. Inga underarter finns listade i Catalogue of Life.